# Ruger Charger (In 3D)
The Ruger Charger (In 3D) là bản sao in 3D của vỏ im loại súng ngắn bán tự động Ruger 10/22 được công khai vào tháng 7 năm 2014. Nó được tạo ra bởi một người làm súng với bút danh Buck O'Fama.
Nó được in bằng máy in 3D khổ nhỏ, người sáng tạo không tiết lộ tên của máy in. Nó được in thông qua phương pháp mô hình lắng đọng nóng chảy (FDM). Charger  là phiên bản súng lục của súng trường Ruger 10/22 phổ thông và đạt tiêu chuẩn với các băng đạn xả tròn 10 vòng và cũng có thể chấp nhận các băng đạn có dung lượng lớn 30 viên đạn trở lên. Theo Ammoland, một video về vũ khí đã được đăng tải vào ngày 4 tháng 7 năm 2014, Ngày Độc lập, từ một nơi nào đó ở bang Nevada, điều thú vị là mặc dù thực tế là poster không làm gì bất hợp pháp, họ cảm thấy bắt buộc phải ngụy trang tiếng nói"

## Thành phần
Toàn bộ khẩu súng không được in 3D, chỉ có vỏ liên kết các bộ phận được in 3D. Các phần khác được mua từ internet và không yêu cầu bất kỳ giấy tờ pháp lý nào.
Buck O'Fama tuyên bố rằng vỏ liên kết được in bằng máy in 3D khổ nhỏ, rẻ tiền với 2 phần, và sau đó những phần đó được dán lại với nhau.

## Bắn thử
Trong video, người sáng tạo đăng trực tuyến hiển thị cảnh quay thử nghiệm của thiết bị, người sáng tạo đã cho thấy sự thành công khi bắn được 30 viên đạn. Theo 3Dprint ở phần cuối của video, Buck O'Fama đưa ra tuyên bố sau: "Bạn không thể tha thứ cho hoạt động này, nhưng thực tế vẫn là chúng ta đang sống trong một thời gian khi vũ khí chết người có thể được in bằng chỉ bằng một cái nhấn nút. Rằng bất kỳ vật phẩm nào dễ dàng tạo ra có thể được loại trừ khỏi trái đất là tưởng tượng thuần túy. Khả năng bảo vệ gia đình của tôi là một quyền cơ bản của con người. Nếu bạn lấy khẩu súng của tôi, tôi sẽ chỉ in một cái khác."